# Eamonn Darcy
Eamonn Darcy (* 7. August 1952) ist ein irischer Profigolfer. 1968 wechselte er in das Profilager. Er fiel auf der Tour durch seine individuelle Schwungtechnik auf, die jeglichem Lehrbüchern zum Golf widersprach. Trotzdem vertrat Darcy Europa mehrfach im Ryder Cup und blickt auf 15 Tour Siege zurück. Im The Open Championship erreichte er 1991 den fünften Platz.

## Schwung
Charakteristisch für Darcys individuellen Schwung, sind die aufrechte, gesetzte Haltung, der schwache Griff und der fliegende Ellbogen im Rückschwung. 